# Пресногорьковская (станция)
Пресногорько́вская — железнодорожная станция Казахстанских железных дорог, расположенная в селе Троебратском Узункольского района Костанайской области.
Здесь расположен стык Курганского и Акмолинского отделений перевозок. Через станцию проследуют поезда из Казахстана в Россию с экибастузским углём.

## История
Железнодорожная ветка Утяк — Новоишимская начала закладываться в 1954 году для развития целинных и залежных земель в Казахской ССР сначала как узкоколейка, затем — как ширококолейная. Проект «Ленгипротранса» был утверждён в 1955 году.

## Пассажирское сообщение
В настоящее время пассажирское сообщение по станции Пресногорьковской представлено единственной парой поездов маршрутом Павлодар — Пресногорьковская и Пресногорьковская — Павлодар.
Ранее здесь также осуществлялось пригородное сообщение с Россией: ходил электропоезд до Кургана, который был отменён с 1 сентября 2012 года.

## Факты
Сцены на железнодорожном вокзале из фильма «Встретимся у фонтана» снимались на станции Пресногорьковская.